# Uwe Berkemer

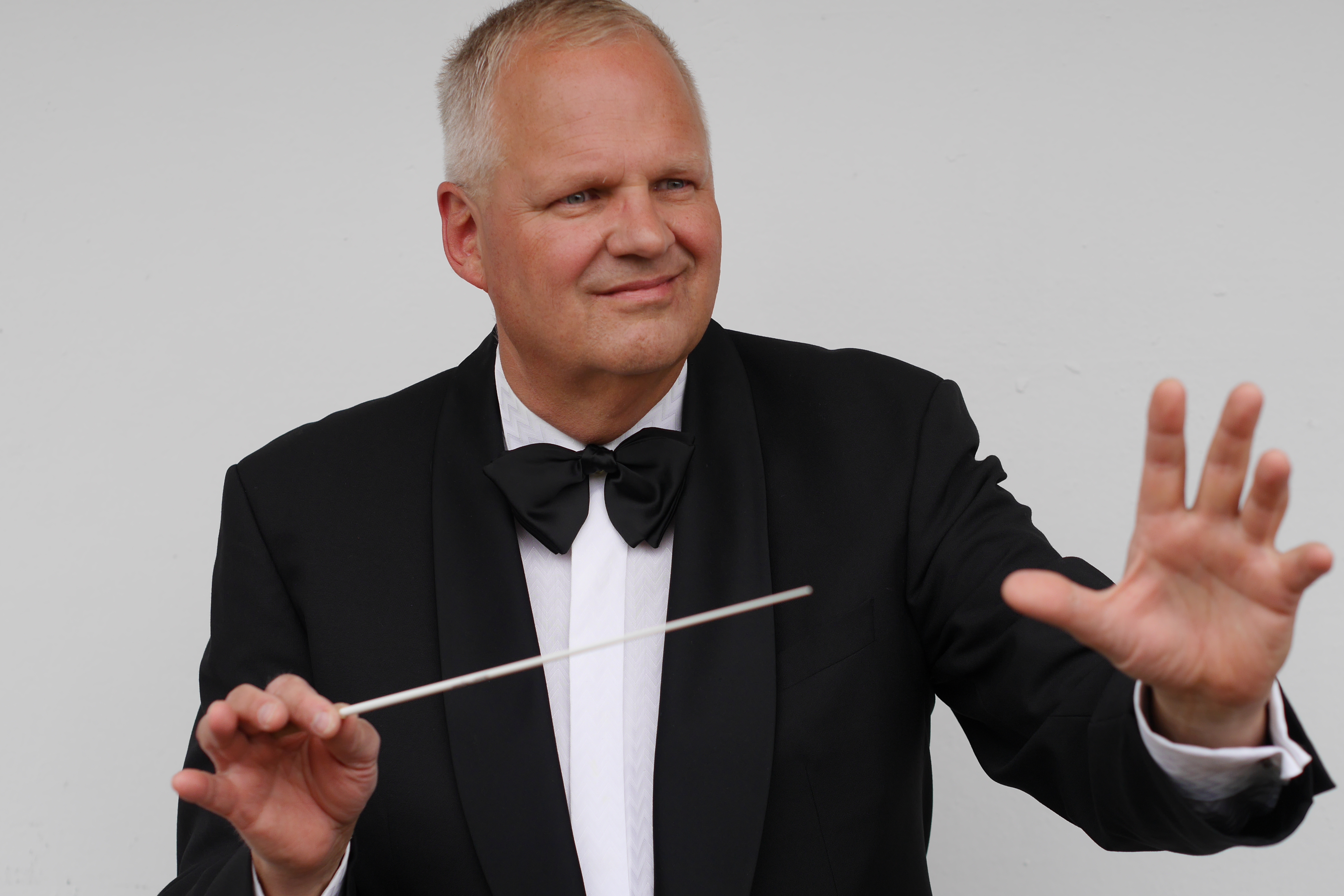

Uwe Berkemer (* 25. Februar 1962 in Titisee-Neustadt) ist ein deutscher Pianist, Komponist, Dirigent und Verleger. Internationale Beachtung erlangte er vor allem durch die Gründung des Caucasian Chamber Orchestra im Jahre 2005 in Tiflis.

## Werdegang
Berkemer bekam mit acht Jahren den ersten Klavierunterricht. Mit vierzehn Jahren wurde er am Dr. Hochs-Konservatorium Frankfurt in die Klasse von Gisela Verron aufgenommen und machte früh durch Wettbewerbserfolge bei „Jugend musiziert“ auf sich aufmerksam. In der Theorieklasse (Dr. Hochs-Konservatorium) von Gerhard Schedl bekam er erste kompositorische Impulse.
Er studierte von 1981 bis 1985 zunächst Schulmusik an der Hochschule für Musik und Darstellende Kunst Frankfurt am Main sowie Geographie an der Johann Wolfgang von Goethe-Universität Frankfurt am Main. Bereits während seines Schulmusikstudiums wechselte er an der Hochschule für Musik und Darstellende Kunst Frankfurt in die Soloklasse Klavier von Joachim Volkmann. Eine parallele Gesangsausbildung, u. a. an der Opernschule des Konservatoriums Wiesbaden, sowie intensive Dirigierstudien versetzten ihn sehr früh in die Lage, gleichermaßen als Pianist, Sänger und Dirigent tätig zu sein. Konzerte als Solist, Kammermusikpartner, Liedbegleiter und Dirigent führten ihn in jungen Jahren zu Kulturmetropolen in Deutschland, England, Irland, Italien, Belgien, Frankreich, Polen, USA, Kanada, Spanien.
1986 gründete er ein Klavierduo (Berkemer & Nadim) mit dem ägyptischen Pianisten Hatem Nadim, das vor allem in den Neunziger Jahren mit mehreren CD-Einspielungen, Rundfunk- und Fernsehaufnahmen sowie einer regen Konzerttätigkeit international agierte.
Ende der 1990er Jahre verlagerte sich sein pianistischer Schwerpunkt zunehmend in den kammermusikalischen Bereich. Zu seinen regelmäßigen Kammermusikpartnern zählen u. a. der deutsch-amerikanische Cellist Alexander Suleiman, die deutsche Mezzosopranistin Margarete Joswig und die georgische Geigerin Bela Makharadze, mit der er seit dem Jahre 2000 verheiratet ist. Von 1989 bis 2005 war er als Dozent am Fachbereich Musik der Johannes-Gutenberg-Universität Mainz tätig.
1999 gründete er als Künstlerischer Leiter das Internationale Musikfest Dietzenbach, das bis zum Jahre 2005 jährlich in Kooperation mit dem Hessischen Rundfunk Frankfurt ausgetragen wurde. 2000 wurde Uwe Berkemer zum ersten Gastdirigenten des Georgischen Staatskammerorchesters ernannt. Das Jahr 2005 markierte einen Wendepunkt in Berkemers Biographie: Er wanderte nach Georgien aus, gründete dort das „Caucasian Chamber Orchestra“, dessen Chefdirigat und Künstlerische Leitung er seitdem innehat. Angesichts der zunehmenden politischen Wirren im Kaukasus musste das Orchester Ende 2007 seine permanente Tätigkeit in Tiflis aufgeben und arbeitet seitdem nur in Projektphasen.
2006–2007 entstanden die Dreharbeiten zu dem international prämierten Kinodokumentarfilm „Grozny Dreaming“ der Schweizer Filmemacher Fulvio Mariani und Mario Casella über Berkemers Arbeit und Visionen eines Völkerverbindenden Friedensorchesters im Kaukasus.
Unter abenteuerlichen Bedingungen gelang Berkemer und seiner Familie nebst Orchester (für eine geplante Tournee in Italien und der Schweiz) die Abreise aus Georgien während des 5-Tage-Krieges im August 2008.
2008 fand Uwe Berkemer in der nordrhein-westfälischen Stadt Ibbenbüren eine neue Heimat, als er das Angebot einer Stelle als Lehrer für Musik und Erdkunde am dortigen Johannes-Kepler-Gymnasium annahm.
Seit 2010 unternimmt er mit dem Caucasian Chamber Orchestra zahlreiche Tourneen in Europa.
2017 fand unter seiner künstlerischen Leitung das erste Festival „Youths for the Classics in Caucasus“ in Tiflis statt.
Im Jahre 2020 gründete er das erste Opernfestival in Ibbenbüren „SCHÜLERMACHENOPER“ mit drei Aufführungen von W.A. Mozarts Oper „Die Zauberflöte“.
Im November 2022 gründeten Berkemer und seine Frau die Musikakademie Berkemer-Makharadze, mit der sie ein für Ibbenbüren und die ganze Region einmaliges Angebot im Bereich der Musik anbieten.

## Kompositorische Tätigkeit
Wichtige Impulse erhielt der Komponist während seiner Studienzeit in Frankfurt durch seinen Lehrer Heinz Werner Zimmermann, der seinerzeit u. a. bei Wolfgang Fortner studierte. In den 1980er Jahren konzentrierte sich Uwe Berkemer jedoch zunächst auf seine Karriere als Pianist.
Die große Publikums- und Medienresonanz anlässlich der Uraufführung des sinfonischen Märchens „Daniel zwischen den Sternen“ (Musik: Uwe Berkemer, Text: Bernd Kammermeier) im Jahre 1997 bildete den Startschuss zu einer ersten intensiven Schaffensphase. In den Jahren 1998 bis 2001 entstanden u. a. seine Sonate für Violoncello und Klavier (1998), sein Violinkonzert (2000), die Fantasie für Streichorchester (2001) sowie sein sinfonisches Märchen „Ilankugha, der Königssohn“ (2001). Seine zweite Schaffensphase fällt in die Zeit seines Lebens und Wirkens im Kaukasus (Tiflis 2005–2008), in welcher eine Reihe sinfonischer und kammermusikalischer Werke unter dem starken Einfluss kaukasischer Musik, wie die Chamber Symphony Caucasia, die Caucasian Traditionals entstanden.
Seit 2009 verfasste er Bearbeitungen für Streichorchester, weitere Kammermusik und Lieder sowie einen Sinfonieorchesterführer für Kinder (Maries Orchesterführer, 2016).
Darüber hinaus finden sich Werke im Crossover-Bereich, die er seit den 1990er-Jahren unter dem Pseudonym „Steve Bermain“ veröffentlicht hat.

## Verlegerische Tätigkeit
1998 gründete Uwe Berkemer den Musikverlag „Solis Musikverlag & Produktion e.K.“, in welchem außer eigenen Werken auch Raritäten der Orchesterliteratur zu finden sind.
2021 wurde die Verlagstätigkeit durch die Gründung eines eigenen Plattenlabels „solis-records“ (LC 98267) ergänzt.

## Diskographie
- Wolfgang Amadeus Mozart, Sonaten für 2 Klaviere und Klavier zu 4 Händen: Klavierduo Berkemer & Nadim. AMBITUS
- Virtuose Klaviermusik an 2 Flügeln, Werke von Mozart, Liszt, Rachmaninoff und Infante: Klavierduo Berkemer & Nadim. AMBITUS
- Tanz und Virtuosentum: Klavierduo Berkemer & Nadim. AMBITUS
- Caucasian Impressions: Works for String Orchestra, Caucasian Chamber Orchestra, Dirigent: Uwe Berkemer. NAXOS
- Ilankugha, der Königssohn: Ein musikalisches Märchen aus Georgien für Sprecher, Streichorchester und Klavier von Uwe Berkemer. SOLIS-RECORDS
- Best of Armenian Classical Music: Caucasian Chamber Orchestra, St. Petersburg State Symphony Orchestra, Royal Scottish National Orchestra etc. NAXOS
- Caucasian Reflections: Bela Berkemer-Makharadze, Violine und Uwe Berkemer, Klavier mit Werken von Tsintsadze, Berkemer, Kancheli, Aslamazyan, Azarashvili u. a. SOLIS-RECORDS

## Auszeichnungen
- 2007: Ehrenzertifikat des Kulturministers der Republik von Armenien
- 2008: Ernennung zum „Botschafter der Utopie“ durch die Monte-Verita-Stiftung Ascona in Kooperation mit der Stadt Venedig[19][20]
- 2019: gemeinsam mit seiner Ehefrau Bela Berkemer-Makharadze Nominierung und Auszeichnung in der Kategorie „Reputation and Trust“ des „Georgian Brand Day“ in Tiflis
- 2021: Ehrenprofessur der David Agmashenebeli Akademie in Tiflis[21][22]